# Schlacht bei Waterloo
Frühjahrsfeldzug 1813
Lüneburg – Möckern – Halle – Großgörschen – Gersdorf – Bautzen – Reichenbach – Nettelnburg – Haynau – Halberstadt – Luckau
Herbstfeldzug 1813

Großbeeren – Katzbach – Dresden – Hagelberg – Kulm – Dennewitz – Göhrde – Altenburg – Wittenberg – Wartenburg – Liebertwolkwitz – Leipzig – Torgau – Hanau – Hochheim – Danzig
Winterfeldzug 1814

Épinal – Colombey – Brienne – La Rothière – Champaubert – Montmirail – Château-Thierry – Vauchamps – Mormant – Montereau – Bar-sur-Aube – Soissons – Craonne – Laon – Reims – Arcis-sur-Aube – Fère-Champenoise – Saint-Dizier – Claye –  Paris
Sommerfeldzug von 1815

Quatre-Bras – Ligny – Waterloo – Wavre – Paris
Die Schlacht bei Waterloo (deutsch ˈvɑːtɐloː; niederländisch ˈʋaːtərloː) vom 18. Juni 1815 war die letzte Schlacht Napoleon Bonapartes. Sie fand rund 15 km südlich von Brüssel in der Nähe des Dorfes Waterloo statt, das damals zum Königreich der Vereinigten Niederlande gehörte und heute in Belgien liegt. In der französischen Sprache wird sie Bataille de Waterloo oder seltener Bataille de Mont-Saint-Jean genannt; im Niederländischen Slag bij Waterloo; im Englischen Battle of Waterloo. In Deutschland war bis ins 20. Jahrhundert auch die Bezeichnung Schlacht bei Belle-Alliance üblich.
Die Niederlage der von Napoleon geführten Franzosen gegen die alliierten Truppen unter dem britischen General Wellington und dem preußischen Feldmarschall Blücher beendete Napoleons Herrschaft der Hundert Tage und führte mit dessen endgültiger Abdankung am 22. Juni 1815 zum Ende des Französischen Kaiserreichs. Nach dieser zweiten völligen militärischen Niederlage innerhalb kurzer Zeit wurden Frankreich im Zweiten Pariser Frieden verschärfte Friedensbedingungen auferlegt. Napoleon selbst wurde als Kriegsgefangener der Briten auf die Atlantikinsel St. Helena gebracht, wo er am 5. Mai 1821 starb.

## Hintergrund
Nachdem Napoleon am 26. Februar 1815 von Elba nach Frankreich zurückgekehrt war, wurde er am 13. März von den Alliierten auf dem Wiener Kongress zum Gesetzlosen erklärt. Zwölf Tage später unterzeichneten Preußen, Russland, Österreich und Großbritannien einen Vertrag, in dem sie sich verpflichteten, Armeen aufzustellen und Napoleon endgültig zu besiegen. Die Pläne der Alliierten sahen vor, dass eine preußisch geführte Armee vom Niederrhein von 120.000 Mann unter Blücher und eine britische Armee mit 100.000 Mann unter dem Herzog von Wellington in Belgien einmarschieren und den Nordwesten Frankreichs bedrohen sollten. Gleichzeitig sollte Österreich mit 200.000 Mann unter Schwarzenberg am Oberrhein in Stellung gehen. In der Zwischenzeit sollte der russische Feldmarschall Barclay de Tolly 150.000 Mann an den Mittelrhein führen, und eine österreichisch-italienische Armee von 75.000 Mann unter General Johann Frimont die südöstliche Grenze Frankreichs überschreiten. Großbritannien verpflichtete sich, der Koalition 5 Millionen Pfund zur Verfügung zu stellen.

## Vorbereitungen

Der Weg nach Waterloo

Da Napoleon mit militärischen Maßnahmen der Verbündeten gerechnet hatte, wandte er keine Zeit für diplomatische Friedensinitiativen auf. Bereits im April ordnete er die Mobilisierung an. Die Armee, die er übernommen hatte, umfasste 200.000 Mann. Innerhalb der nächsten drei Wochen erhöhte er die Zahl auf 280.000. Nach den notwendigen Abzügen zur Unterdrückung von Aufständen durch Unterstützer Ludwigs XVIII. und zur Verteidigung der südlichen und südöstlichen Grenzen standen ihm jedoch am Ende weniger als 130.000 Mann zur Verfügung. Ein weiteres Problem stellte sein Generalstab dar. Die meisten seiner früheren Befehlshaber schlossen sich ihm zwar an, doch viele blieben auf Distanz. Die Marschälle Masséna und Macdonald lehnten ein Kommando ab. Bernadotte und Marmont waren aus Frankreich geflohen. Berthier, sein ehemaliger Generalstabschef, war tot, und Joachim Murat kämpfte in Italien um Neapel. Von den verbleibenden Marschällen erhielt Suchet das Kommando in den Alpen, während Davout als Kriegsminister in Paris blieb. Stattdessen wurde Napoleon von Marschall Nicolas-Jean de Dieu Soult, Marschall Michel Ney, und Marschall Emmanuel de Grouchy begleitet.
Über französische Sympathisanten in den Niederlanden hatte Napoleon gute Kenntnis von der Truppendisposition seiner Feinde. Deren Armeen waren in loser Korpsformation gruppiert. Die Preußen lagen im Gebiet Lüttich – Dinant – Charleroi – Tienen. Wellingtons Armee, die neben britischen auch niederländische, hannoversche, braunschweigische und nassauische Einheiten umfasste, befand sich im Gebiet Brüssel – Gent – Leuze – Mons – Nivelles. Beide Armeen hatten zusammen eine Stärke von 205.000 Mann. Ihre Versorgungslinien führten auseinander. Die Linie von Wellington verlief von Ninove über Alost nach Ostende, diejenige von Blücher von Lüttich ostwärts nach Deutschland. Napoleon rechnete damit, dass es mindestens drei Tage lang dauern würde, bis beide Armeen sich vereinigt hätten. Ein plötzlicher Schlag gegen den Angelpunkt, der die Zentren der beiden Armeen miteinander verband, könnte eine oder beide Armeen dazu zwingen, sich entlang ihrer auseinanderlaufenden Verbindungslinien zurückzuziehen. Den dann größer werdenden Abstand zwischen den alliierten Armeen plante Napoleon zu nutzen, um die feindlichen Armeen mit örtlich überlegenen Truppen einzeln zu besiegen. Die Aufstellung Napoleons war für eine solche Bewegung ideal ausgerichtet. Zwei Flügel unter Ney und Grouchy sollten der Armee vorausgehen und Napoleon in der Mitte folgen, wobei er das Gewicht wahlweise auf die eine oder andere Flanke werfen konnte.

## Auftakt
Die Zusammenfassung der französischen Kräfte für die Offensive hatte am 6. Juni begonnen und war praktisch abgeschlossen, als der Kaiser am 14. Juni sein vorgeschobenes Hauptquartier in Beaumont erreichte. Am Morgen des 15. Juni überquerte die in drei Kolonnen aufgeteilte französische Armee die belgische Grenze. Der linke Flügel, bestehend aus dem ersten und zweiten Korps unter Generalmajor Jean-Baptiste Drouet, bzw. Honoré-Charles Reille, marschierte von Lille und Valenciennes nach Sohr-sur-Sambre. Das Zentrum, bestehend aus der kaiserlichen Garde sowie dem 6. Korps unter Georges Mouton und dem 3. Korps unter Dominique-Joseph René Vandamme, marschierte in Richtung Beaumont. Die kaiserliche Garde lagerte hinter der Stadt, während Mouton und Vandamme etwa 1,5 Kilometer vor der Front kampierten. Der rechte Flügel, bestehend aus dem 4. Korps unter Étienne Maurice, comte Gérard, rückte von Metz nach Philippeville vor.
Am Abend des 15. Juni erfuhr Wellington von schweren Kämpfen zwischen preußischen und französischen Einheiten bei Charleroi. Einen Tag später stellte er sich mit 21.000 Mann den 22.000 Franzosen unter Marschall Ney entgegen. Wellington konnte mehrere Angriffe abwehren und schließlich mit weiterer Verstärkung zum Gegenangriff übergehen. Am selben Tag stellten sich die Preußen in einer vorher erkundeten Stellung dem französischen Angriff und wurden bei Ligny geschlagen. Napoleon konnte jedoch keinen entscheidenden Sieg erringen, da das französische I. Korps auf dem Marsch von Quatre-Bras nach Ligny widersprüchliche Befehle erhielt und damit weder in der Schlacht von Quatre-Bras noch bei Ligny eingesetzt werden konnte. So war es der preußischen Armee möglich, sich einer Vernichtung zu entziehen und weitgehend intakt den Rückzug anzutreten. Nachdem Wellington am Morgen des 17. Juni von der Niederlage der Preußen in der Schlacht bei Ligny und deren Rückzug auf Wavre erfahren hatte, zog er sich in Richtung des Weilers Mont-Saint-Jean zwischen Braine-l’Alleud und dem Gehöft Papelotte zurück.

## Schlachtordnung

### Briten
Wellington hatte seine Hauptstreitmacht bis zum Morgen des 18. Juni in zwei Abteilungen beiderseits der Straße von Charleroi nach Brüssel auf einem von Westen nach Osten laufenden Höhenzug aufgestellt. Dieser erstreckte sich über etwa 3.500 Meter entlang der Nordseite der Ohain-Straße, die auf dem Kamm des Mont-St-Jean verlief. Auf der rechten Seite war George Cooks britische 1. Division mit 4.500 Mann postiert. Zur Linken befand sich die 3. Division mit 8.000 Mann unter Carl von Alten und auf der anderen Seite der Straße die 5. Division mit 9.500 Mann unter Thomas Picton. Ungefähr 200 Meter dahinter stand das Kavallerie-Korps unter dem Kommando von Generalleutnant Henry Paget.
Ganz links bei den Gehöften Papelotte, La Haye und Fichermont standen die zwei Brigaden der niederländischen 2. Division mit 4.300 Mann unter Karl Bernhard von Sachsen-Weimar-Eisenach, 3.300 Mann unter Willem Frederik van Bylandt sowie die Kavalleriebrigade von Ormsby Vandeleur und Richard Hussey Vivian. Auf der äußeren rechten Seite in der Nähe von Schloss Hougoumont postierte Wellington das 1. Bataillon des 2. Nassau-Regiments mit 1.100 Mann. Etwa 120 Meter südlich des Zentrums befand sich eine große Sandgrube, in der Wellington einige Kompanien des 95. Schützenregimentes unterbrachte. Weitere 100 Meter im Süden hielt das zweite leichte Battalion der King’s German Legion La Haye Sainte. Wellington war sehr vorsichtig mit seinen Reserven. Er stellte die britische 2. Division unter Generalleutnant Henry Clinton hinter Cook und in der Mitte hinter Alten postierte er die drei Bataillone des nassauischen 1. Infanterieregiments unter Generalleutnant Baron August von Kruse. Für den Fall, dass Napoleon ihn von Westen her angreifen würde, platzierte er zusätzlich Prinz Friedrich von Oranien-Nassau mit der niederländischen 1. Division etwa 16 Kilometer westlich von Hal.

### Franzosen
Napoleon stellte seine Truppen auf einer 5.500 Meter langen Front auf. Auf der rechten Seite positionierte er das 1. Korps unter Jean Baptiste Drouet. Ganz rechts bei Fichermont stand die 1. Kavalleriedivision unter Generalmajor Charles Claude Jacquinot. Ihm folgten die 4. Division mit 4.000 Mann unter Generalmajor Joseph François Durutte, die 3. Division mit 4.100 Mann unter Generalmajor Pierre-Louis Binet de Marcognet, die 2. Division mit 5.300 Mann unter Generalmajor François-Xavier Donzelot und die 1. Division unter Generalmajor Joachim-Jérôme Quiot du Passage mit 4.200 Mann. Auf der gegenüberliegenden Seite der Straße befand sich das 2. Korps unter Generalmajor Charles-Michel Reille mit der 5. Division mit 4.300 Mann unter Brigadegeneral Gilbert Bachelu, die 9. Division mit 5.000 Mann unter Generalmajor Maximillian Foy und die 6. Division unter Jérôme Bonaparte mit 8.000 Mann.
Die Flanke wurde von der 2. Kavalleriedivision mit 2.300 Mann unter Generalmajor Hippolyte-Marie-Guillaume de Piré gedeckt. Der Rest der Armee wurde als Reserve hinter der Hauptkampflinie bereitgehalten. Hinter d’Erlon befand sich das 4. Kavalleriekorps mit 3.100 Mann unter Generalmajor Édouard Jean Baptiste Milhaud. In der Mitte, vor der kaiserlichen Garde, befand sich das 6. Korps mit 10.450 Mann unter Generalmajor Georges Mouton. Hinter Reille stand das 3. Kavalleriekorps von Generalmajor François-Étienne Kellermann mit 3.900 Mann.

## Schlacht

### 11:30 Uhr bis 15:30 Uhr
Napoleons Hauptangriff sollte in Richtung Mont-St-Jean erfolgen, um die dortige Kreuzung, wo sich die Straßen nach Brüssel und Wavre verbanden, zu besetzen. Zu diesem Zweck sollten sich die 12-Pfünder-Batterien des II. und VI. Korps mit denen des I. Korps verbinden und die feindlichen Truppen bei Mont-St-Jean beschießen. Gleichzeitig sollten Drouet und Reille auf Mont-St-Jean marschieren, während ein Täuschungsangriff auf Hougoumont von dieser Bewegung ablenken und einen Teil der feindlichen Kräfte aus dem Zentrum dorthin ziehen sollte. Auf Grund von starkem Regen in der vergangenen Nacht entschied Napoleon, den Angriff von 09:00 Uhr auf 11:30 Uhr beziehungsweise den Hauptangriff auf 13:00 Uhr zu verlegen, um den nassen Boden trocknen zu lassen.

#### Hougoumont
Der Angriff auf Hougoumont sollte durch die 6. Infanteriedivision unter dem Kommando von Jérôme Bonaparte erfolgen, der in vergangenen Feldzügen als Feldherr versagt hatte und mit einer erfolgreichen Eroberung des stark befestigten Gutshofes seinen Ruf wieder festigen wollte. Um 11:30 Uhr befahl Jérôme seiner ersten Brigade mit 4.200 Mann unter Brigadegeneral Bauduin den Vormarsch auf Hougoumont. Sie kämpften sich über die umliegenden Hecken und Mauern und stürzten sich in die große bewaldete Anlage. Nach einer Stunde schwerer Kämpfe warf Jérôme seine 2. Brigade mit weiteren 3.500 Mann in den Kampf. Doch die Briten hielten ihre Stellung und zwangen Jérôme um 12:30 Uhr, Generalmajor Foy um noch mehr Verstärkung zu bitten. Zur gleichen Zeit griff Wellington ein und entsandte das Coldstream-Guards- und Scots-Guards-Regiment als Verstärkung. Die Kämpfe bei Hougoumont dauerten fast acht Stunden, in denen 2.500 bis 3.000 Mann gegen 10.000 Franzosen standhielten. Diese Schlacht in der Schlacht hatte zur Folge, dass der größte Teil von Reilles Korps für den überwiegenden Verlauf des Tages gebunden war, während Wellingtons Gesamtaufstellung seiner Truppen, abgesehen von zwei Regimentern, nicht wesentlich beeinträchtigt wurde.
Vor dem Hauptangriff hatte Napoleon eine große Batterie von vierundvierzig 12-Pfünder- und vierzig 8-Pfünder-Geschützen zum Beschuss von Wellingtons Zentrum zusammengezogen. Kurz nach 13:00 Uhr eröffnete die Batterie das Feuer auf die feindliche Linie. Die Wirkung war jedoch minimal, da sich die meisten Soldaten Wellingtons in Deckung hinter dem Kamm des Bergrückens befanden. Außerdem verhinderte der noch feuchte Boden ein Abprallen der Schüsse, da die Kanonenkugeln in der schlammigen Erde stecken blieben. Kurz bevor Napoleon den Hauptangriff anordnete, erfuhr er, dass sich die Preußen nicht ins Rheinland zurückgezogen hatten, sondern nun auf Waterloo zu marschierten. Napoleon nahm die Nachricht recht gelassen auf. Er hatte nicht die Absicht, die Schlacht abzubrechen. Stattdessen befahl er die 3. und die 5. Kavalleriedivision unter Domont bzw. Subervie sowie Mouton mit seinem 6. Korps nach Osten und schuf so eine zweite Frontlinie von Planchenoit bis Blois de Paris.

#### Hauptangriff
Um 13:30 Uhr befahl Napoleon den Hauptangriff. Innerhalb weniger Minuten setzte sich das gesamte I. Korps über die 1.200 Meter bis zur Anhöhe in Bewegung. Aus unbekannten Gründen rückten die 1., die 2. und die 3. Division in einer veralteten Formation vor, der colonnes de bataillon par division. Das bedeutete, dass jede Division in Treffen mit Bataillonsstärke marschierte. Bei 200 Mann pro Bataillon ergab sich somit eine Tiefe von etwa 50 Metern, die ein perfektes Ziel darstellte. Nur die 4. Division verfügte über eine flexiblere Formation und hatte damit den größten Erfolg. Unter dem Artilleriefeuer der Alliierten stießen die Franzosen mühsam auf den Bergrücken vor. Auf der linken Seite stieß Donzelot auf die Verteidigungsanlagen von La Haye Sainte. Unter schwerem Beschuss gelang es den Franzosen, die Männer der 2. Brigade der King’s German Legion aus dem Obstgarten in die Wirtschaftsgebäude zu treiben. Nach einem gescheiterten Versuch des hannoverschen Feldbataillons Lüneburg begann das ständige Feuer der Deutschen auf die dichten französischen Reihen zu wirken, so dass Donzelots Angriff ins Stocken geriet. Weiter rechts gelang es den Truppen von Quiot und Marcognet, den Feind aufzureiben und das 95. Schützenregiment aus seiner Sandgrube in Richtung der Hauptkampflinie zu vertreiben.
Die Franzosen stießen dann direkt auf die 1. Brigade unter Generalmajor Willem Frederik van Bylandt von der 2. niederländischen Division. Diese Brigade hatte bereits 1.300 von 3.200 Männern verloren, blieb aber dennoch standhaft, bis sie von einem massiven Bajonettangriff noch weiter zurückgeworfen wurde und eine Lücke in Pictons Division riss. In diesem angespannten Moment handelte Picton. Da die Franzosen nur noch 40 Meter entfernt waren, befahl er seiner 8. und 9. Brigade unter Generalmajor James Kempt und Generalmajor Denis Pack den Angriff. Gleichzeitig befahl Generalleutnant Paget seiner 1. und 2. Kavalleriebrigade, gegen die linke Flanke von Donzelot und in das Zentrum von Marcognet zu stürmen. Als sie in die französische Linie einbrachen, verursachten sie schwere Verluste, und mehr als 3.000 Franzosen wurden zur Kapitulation gezwungen. Im Überschwang ihres Erfolges galoppierten sie weiter, bis sie die 84-Kanonen-Batterie erreicht hatten. Da sie es jedoch versäumt hatten, sich für den Angriff neu zu formieren, konnten sie dem Angriff einer starken Truppe von Lanzierern und Kürassieren nicht standhalten, und ein Großteil der Kavalleristen wurde getötet. Nichtsdestoweniger war Napoleons erster massiver Angriff zurückgeschlagen.
Zu diesem Zeitpunkt befand sich Napoleon in einer schlechten Lage. Auf seiner linken Seite hatte er zwar etwa 23.000 Mann zur Verfügung, aber nur die 5. Division und eine Brigade von Foy befanden sich in Schlachtordnung, um seine gesamte linke Seite zwischen Hougoumont und der Straße bei La Belle Alliance zu halten. Auf seiner rechten Seite zwischen dem Gasthaus und der Stellung von Mouton hatte er nur eine Brigade von Du Passages Division. Hätte Wellington sich jetzt zu einem allgemeinen Gegenangriff entschlossen, hätte Napoleon einschließlich seiner Garde nur noch 13.000 Mann zur Verteidigung gehabt. Als er erkannte, zu schwach zu sein, um einem Gegenangriff standzuhalten, entschied er sich zum Angriff.
Zugleich hatte Wellington, der seine Rückzugslinie unbedingt schützen wollte, nicht die Absicht, Prinz Friedrich von Oranien-Nassau zu befehlen, sich ihm auf seiner rechten Seite anzuschließen. Wenn die Preußen nicht rechtzeitig eintreffen würden, hätte er den niederländischen Prinzen dort gebraucht, wo er war. Da sein Plan keine Bewegung aus seiner Verteidigungsposition vorsah, nutzte er Napoleons Schwäche nicht aus. Stattdessen beorderte er General Lamberts 10. Brigade der 6. Division mit den beiden reduzierten niederländischen Bataillonen in die zweite Linie zu seiner Linken, während Kempt und Pack die erste Linie bildeten. Das 95. Schützenregiment wurde erneut nach vorne geschickt, um die Sandgrube zurückzuerobern, und General Perponcher wurde nach Papelotte und La Haye geschickt, um das Gesamtkommando zu übernehmen.

### 15:30 Uhr bis 18:30 Uhr
Um 15:30 Uhr befahl Napoleon Marschall Ney, einen Großangriff auf La Haye Sainte zu starten. Ney zog dafür zwei Brigaden des 1. Korps, die 13. und 14. schwere Kavallerie-Division sowie die beiden Brigaden der leichten Kavallerie der kaiserlichen Garde zusammen. In La Haye Sainte übertrug Major Baring, der zwei Kompanien des 1. leichten Bataillons der King’s German Legion als Verstärkung erhalten hatte, ihnen die Verteidigung des Gartens, während sich der Rest seiner Truppen in den Gebäuden postierte. Während die französischen Kolonnen dagegen vorrückten, gerieten sie unter schweres Gewehrfeuer, das aber ihr Vorankommen nicht stoppen konnte. Als Wellington die herannahenden Franzosen sah, verstärkte er seine Linie und formierte sein Zentrum zu Karrees. Vor diesen Karrees mit 18.000 Infanteristen postierte Wellington 56 Geschütze, die den strikten Befehl erhielten, so viele Schüsse wie möglich auf den vorrückenden Feind abzugeben und sich dann in die Karrees zurückzuziehen. Sobald sich die Franzosen umdrehten, sollten sie das Feuer erneuern und auf den sich zurückziehenden Feind schießen. Zur gleichen Zeit bemerkte Ney Anzeichen für einen Rückzug der alliierten Truppen. Es handelte sich jedoch nur um Truppen, die französische Gefangene und Wagen mit Verwundeten eskortierten. Ney befahl seiner Kavallerie sofort, die vermeintlich zurückweichenden Alliierten anzugreifen, um zwischen La Haye Sainte und Hougoumont durchzubrechen. Gegen 16:00 Uhr begannen etwa 5.000 Kavalleristen, durch das Tal auf Wellingtons Zentrum zu galoppieren.
Die britischen Kanoniere warteten, bis die französische Kavallerie etwa 100 Meter entfernt war, und eröffneten dann das Feuer mit all ihren Geschützen, wobei sie fast die gesamte vordere Reihe niedermähten und sich dann in die Karrees zurückzogen. Die alliierten Soldaten in ihren Karrees bildeten eine massive Mauer aus Bajonetten, welche die Franzosen verzweifelt zu durchbrechen versuchten. Die Alliierten konnten ihre Stellung gegen mehrere Versuche der Franzosen halten, die diesen hohe Verluste kosteten. Nun befahl Wellington seiner eigenen Kavallerie den Angriff. Mit rund 6.000 Kavalleristen trieben sie die Franzosen den Kamm hinunter. Napoleon, der die fehlgeschlagenen Angriffe beobachtete, befahl dem III. Kavalleriekorps unter Kellermann, den Angriff zu erneuern. Unbeabsichtigt oder nicht, schlossen sich die schwere Kavallerie der kaiserlichen Garde unter Generalmajor Guyot, das dezimierte IV. Kavalleriekorps und die leichte Kavalleriedivision der Garde an. Erneut galoppierten die Franzosen den Hang auf einer Front von etwa 500 Metern hinauf. Und wieder feuerten die alliierten Kanoniere mit all ihren Geschützen und zersprengten die ersten Linien. Wie zuvor befand sich die französische Kavallerie zwischen den Karrees und war gezwungen, sich mangels Infanterieunterstützung zurückzuziehen. Erst um 18:00 Uhr beorderte Ney die 5. Division von Bachelu und die 9. Division von Foy nach vorne. Die Männer gerieten jedoch unter schweren Artilleriebeschuss und verloren so innerhalb von zehn Minuten 1.500 Männer, bevor sie sich ihrerseits zurückzogen. In zwei Stunden, in denen die Franzosen mehrere erfolglose Angriffe unternahmen, hatten sie 3.000 bis 4.000 Mann verloren. Aber auch die Alliierten hatten gelitten. Der größte Teil ihrer Kavallerie war aufgebraucht und auch die letzten Infanteriereserven waren in den Kampf geworfen worden.
In der Zwischenzeit war der Angriff auf die Weiler und Gehöfte mit der gleichen Wucht wie zuvor wieder aufgenommen worden. Kurz nachdem Ney den Angriff abgebrochen hatte, um den Bergrücken zu stürmen, befahl er den reduzierten Divisionen von Donzelot und du Passage den Vorstoß. Um 18:30 Uhr war La Haye Sainte nach einem koordinierten Angriff von Infanterie und Artillerie in der Hand der Franzosen. Von den 400 Männern der Alliierten, die das Gehöft gehalten hatten, überlebten nur 45. Ney verschwendete keine Zeit und stellte eine Batterie nur 400 Meter vom feindlichen Zentrum entfernt auf, um Wellingtons bereits ausgedünnte Linie zu beschießen. Zur gleichen Zeit hatte Durutte mit seiner gesamten Division einen Angriff auf Papelotte, La Haye und Fichermont gestartet. Nach mehreren Angriffen und Gegenangriffen waren alle drei Orte in französischer Hand. Da die französische Batterie schwere Schäden in den alliierten Linien anrichtete, wurden sogleich zwei Brigaden vernichtet. In diesem angespannten Moment bemerkte Wellington:

“Night or the Prussians must come”

„Ich wollte, es wäre Nacht oder die Preußen kämen“

#### Die Preußen erreichen das Schlachtfeld

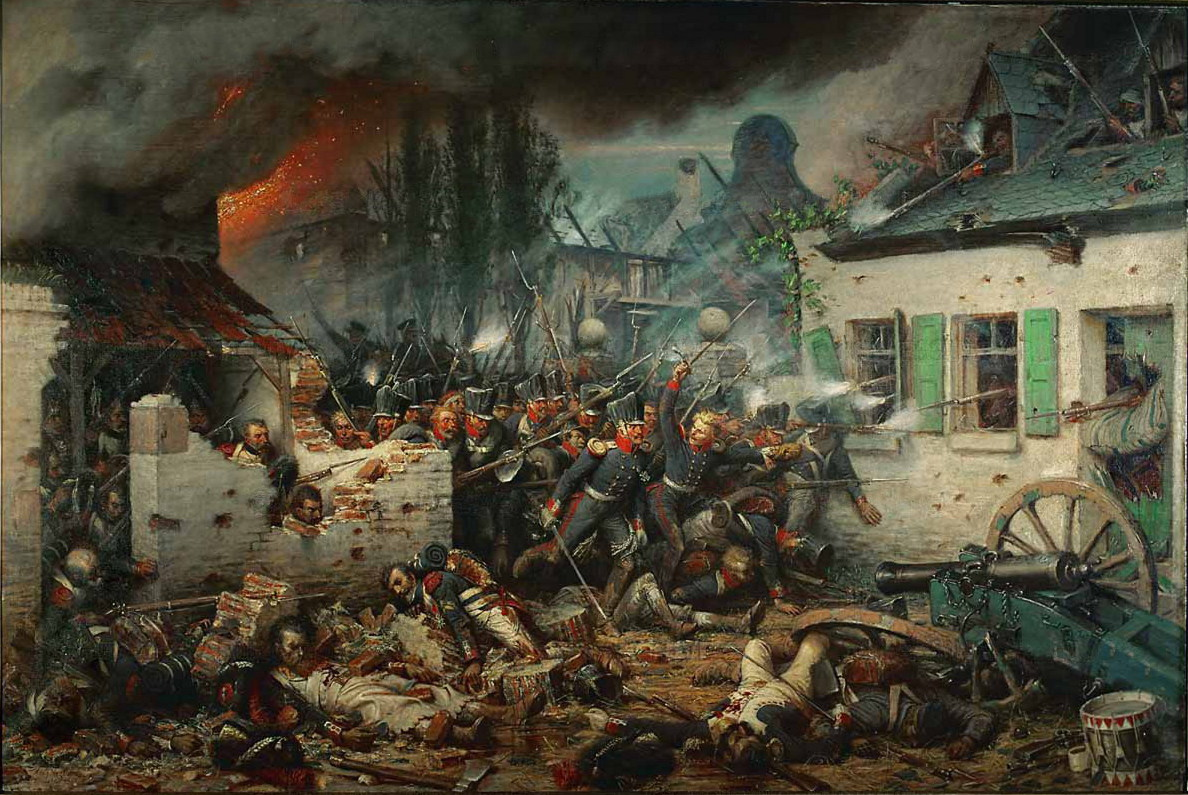
Der preußische Angriff auf Plancenoit gemalt von Adolph Northen

Die Preußen marschierten unterdessen seit dem Tagesanbruch auf das Schlachtfeld zu. General der Infanterie Friedrich Wilhelm Freiherr von Bülow hatte mit seinem 4. Korps um 15:00 Uhr St-Lambert erreicht. Blücher selbst hatte Wavre um 11:00 Uhr verlassen, nachdem er dem 2. Korps unter Generalleutnant Georg Dubislav Ludwig von Pirch befohlen hatte, Bülow zu folgen, und dem 1. Korps unter Generalleutnant Hans Ernst Karl von Zieten, über Point du Jour nach Geneval vorzustoßen, um dann durch das Ohain-Tal auf Wellingtons linke Seite zu gelangen. Ursprünglich hatte Blücher nicht die Absicht, einen Angriff zu starten, bis das gesamte 4. Korps vollständig versammelt war. Angesichts des schweren Angriffs auf Wellingtons Zentrum beschloss er jedoch, mit der Kavallerie des 4. Korps und zwei Brigaden anzugreifen, bevor Wellingtons Linie zusammenbräche.
Gegen 16:30 Uhr begann Bülow mit der 15. und 16. Brigade unter Generalleutnant Michael Heinrich von Losthin bzw. General der Infanterie August Hiller von Gaertringen vorzurücken. Bülows Absicht war, das noch unbesetzte Dorf Plancenoit einzunehmen. Von diesem Ort aus konnten die Preußen Napoleons Rückzugslinie durchtrennen und so fast die gesamte französische Armee einschließen. Die Preußen begannen ihren Angriff; der rechte Flügel griff Mouton an, während der linke Flügel in Richtung Plancenoit vorrückte. Kurze Zeit später traf dann die 13. und 14. Brigade ein. Obwohl er zahlenmäßig drei zu eins unterlegen war, befahl Mouton einen Gegenangriff auf die Preußen. Dieser wurde jedoch bald zurückgeschlagen. Da Mouton die Absicht Bülows durchschaut hatte, beschloss er, sich nach Plancenoit zurückzuziehen. Die Preußen postierten in etwa 460 Metern Entfernung eine Batterie von 60 Kanonen und beschossen die Gebäude für zehn bis fünfzehn Minuten mit Traubenhagel, bevor sie zum Sturmangriff übergingen. Nach 40-minütigem Kampf gelang es den Preußen schließlich, in das Dorf einzudringen.
Trotz ihres Erfolges geriet der preußische Vormarsch jedoch an der Kirche des von einer starken Steinmauer umgebenen Dorfes ins Stocken. Als ihr Angriff um 18:30 Uhr zum Erliegen kam, handelte Napoleon. Um seinen finalen Angriff auf Wellingtons Zentrum starten zu können, musste er zuvor seine Flanke und Rückzugslinie sichern. Deshalb entsandte er die Junge Garde unter Generalmajor Guillaume Philibert Duhesme zur Hilfe, um Plancenoit gegen die Preußen zu verteidigen. Nach schweren Kämpfen um die Kirche, bei denen Duhesme tödlich verwundet wurde, konnten die Preußen aus dem Dorf vertrieben werden. Da Blücher die Einnahme des Dorfes für unabdingbar hielt, formierte er seine Linien neu und startete einen weiteren Angriff, der schließlich die Junge Garde sowie die Reste von Moutons Männern aus dem Dorf vertrieb. Napoleon war gezwungen, erneut zu reagieren und befahl Brigade-General Jean Jacques Pelet mit dem 2. Jägerregiment der Alten Garde nach Plancenoit. Nachdem Pelet vorübergehend die französische rechte Flanke gesichert hatte, konnte Napoleon seine Aufmerksamkeit wieder auf Wellingtons Zentrum richten. Von den 23 Bataillonen seiner Garde waren elf bereits im Einsatz, so dass Napoleon noch zwölf mit 5.000 bis 6.000 Mann zur Verfügung standen. Von diesen zwölf befand sich noch eines in Le Caillou, um Napoleons Hauptquartier zu schützen, und zwei in La Belle Alliance, um die Rückzugslinie zu sichern.

### 19:00 bis 20:00 Uhr

#### Angriff der Garde
Die Garde rückte in zwei Echelons vor. Die erste bestand aus dem 3. Grenadierregiment unter Brigadegeneral Paul-Jean-Baptiste Poret de Morvan, dem 3. Jägerregiment unter Oberst Pierre Antoine Anselme Malet und dem 4. Jäger- und Grenadierregiment unter Brigadegeneral Christophe Henrion bzw. Louis Harlet. Das zweite bestand aus dem 1. und 2. Jägerregiment unter Pierre Cambronne und Jean Jacques Pelet sowie dem 2. Grenadierregiment von Brigadegeneral Charles-Joseph Christiani. Jedes Bataillon marschierte auf einer 75 Meter breiten und 18 Meter tiefen Linie vor. Zwischen jedem Bataillonspaar befanden sich zwei Kanonen, welche die Linie auf eine Länge von fast 1000 Metern ausdehnten. In Erwartung des Angriffs hatte Wellington die niederländische 3. Division von David Hendrik Chassé herangezogen und sie etwa 400 Meter hinter der Mitte seines rechten Flügels postiert. Zusätzlich hatte er 3.000 Mann Kavallerie sowie die hannoversche 5. Infanteriebrigade in Reserve. Die 300 Meter breite Verteidigungslinie der Alliierten wurde von weniger als 21 Bataillonen gehalten: Die 3. Brigade unter Generalmajor Frederick Adam, die 1. Brigade unter Generalmajor Peregrine Maitland, die 5. Brigade unter Generalmajor Colin Halkett, die beiden Brigaden unter Generalleutnant Friedrich Wilhelm von Braunschweig und das nassauische 1. Infanterieregiment unter von Kruse. Vor ihnen standen die Geschütze der Einheiten von Captain Alexander Cavalié Mercer, Captain Thomas Rogers, Captain Samuel Bolton und Captain Charles Freeman Sandham.
Unter den Rufen Vive l’Empereur (Es lebe der Kaiser) marschierten die neun Bataillone direkt auf Wellingtons rechtes Zentrum zu, während die Grenadiere Brigadegeneral Poret de Morvan in Richtung Hougoumont befohlen wurden. Beim Vormarsch durch die dichten Rauchwolken der Geschütze begannen sich die Franzosen in mehrere Kolonnen aufzuteilen. Als sie in Reichweite der Artillerie kamen, wurden sie von 30 Geschützen empfangen, die mit doppelt geladenen Kartätschen geladen waren. Trotz der Verheerung, welche die Geschütze anrichteten, marschierten die Franzosen weiter. Zunächst überrannten die Grenadiere von Friant die Batterien und drängten eines der braunschweigischen Bataillone sowie die Männer des 30. und des 73. Infanterieregiments zurück. Als Nächstes griff das 4. Grenadierregiment an und konnte weitere Regimenter der Alliierten zurückdrängen. Als Wellington dies sah, befahl er der 1. Brigade von Chasse einen Gegenangriff. In der Zwischenzeit erreichte das 3. Jägerregiment die Ohainstraße, wo Maitlands Grenadiere das Feuer auf sie eröffneten. Sie stürmten vorwärts und jagten die aufgeriebene französische Kolonne den Hügel hinunter, wo sie ihrerseits vom 4. Jäger-Regiment angegriffen wurden. Zu diesem Zeitpunkt begann Oberst John Colborne mit seinem 52. leichten Infanterieregiment die beiden französischen Jägerregimenter von der Seite her aufzurollen. Wenige Augenblicke später eröffnete die Brigade von Oberst Halkett, die hinter Hougoumont auftauchte, das Feuer auf die Franzosen. Bereits durch das Kanonenfeuer angeschlagen und nun unter dem Nahbereichsfeuer mehrerer Bataillone brach der Angriff zusammen und unter den Rufen Le Garde recule (Die Garde weicht) fielen die Franzosen zurück. In diesem äußerst angespannten Moment näherte sich Zieten über die linke Flanke der Alliierten und griff den Scheitelpunkt der französischen rechten Flanke bei Papelotte an. Durch den Vormarsch der Preußen wurde die französische Armee in zwei Hälften geteilt. Wellington, der die Preußen nun endlich ankommen sah, befahl einen Generalangriff auf gesamter Linie.

#### Zusammenbruch
Um 20:00 Uhr, als immer mehr Preußen in La Haye, Papelotte und Plancenoit eindrangen, brach der französische Widerstand zusammen. Die Panik, die sich dort breit gemacht hatte, begann sich auf die gesamte französische Linie zu übertragen. Mit einer aufgeriebenen Armee, aber ohne weitere Reserven, befahl Napoleon den Überresten seiner alten Garde, aus Grenadieren und Jägern, sich bei La Belle-Alliance in einer Linie von Karrees aufzustellen, um seine Truppen aufzufangen. Sobald sie sich formiert hatten, versuchten sie, vorzurücken, doch die schiere Masse der alliierten Soldaten zwang sie zum Rückzug. Als Napoleon erkannte, dass die Schlacht verloren war, verließ er das Feld innerhalb eines der Karrees in Richtung Rossomme, wo er seine ältesten Bataillone aufgestellt hatte. Gegen 21:00 Uhr traf Wellington Blücher auf der Straße nach Brüssel zwischen Rossomme und La Belle-Alliance. Dort vereinbarten sie, dass Blüchers Stabschef August Neidhardt von Gneisenau die Verfolgung aufnehmen sollte. Blücher befahl ihm in diesem Zusammenhang die Verfolgung „bis zum letzten Hauch von Mann und Roß“. In Rossomme hatte Napoleon gehofft, seine Männer sammeln und eine Nachhut bilden zu können. Doch unter dem ständigen Angriff der feindlichen Kavallerie musste sich Napoleon nach Le Caillou zurückziehen. Dort sammelte er seine Papiere und seinen Stab und zog sich in Richtung Genappe zurück, wo Tausende von Soldaten in Panik versuchten, die kleine Brücke über den Dyle zu überqueren. Sobald die Preußen eintrafen, nahm Napoleon ein Pferd und flüchtete in Richtung Quatre Bras, wo er am 19. Juni eintraf.

## Folgen
Trotz seiner Niederlage war Napoleon entschlossen, den Kampf fortzusetzen. Er verfügte noch immer über fast 400.000 Mann, und seit dem 15. Juni hatten die Alliierten ebenso viel gelitten wie er. Napoleon war immer noch zuversichtlich, dass er sie besiegen konnte. Im folgenden Zweiten Pariser Frieden kam es zu Gebietseinbußen für Frankreich. Unstrittig ist, dass Napoleons Ruf als militärischer Führer zerstört war. In seinem Exil auf St. Helena machte er seine unmittelbaren Untergebenen für die Niederlage verantwortlich. Zwar können seine Marschälle kritisiert werden, dennoch lag die Hauptverantwortung für die Niederlage bei Napoleon. Er ernannte zweitklassige Männer für Schlüsselpositionen, obwohl es bessere gab. Er unterschätzte seine Gegner. Er ignorierte Blüchers Loyalität und Wellingtons Fähigkeiten als General, obwohl viele in seinem Umfeld, insbesondere Ney, bereits gegen ihn gekämpft hatten. Andererseits verhielten sich Blücher und Wellington in der Schlacht strategisch klug. Wellington wählte eine ausgezeichnete Verteidigungsposition. Er widerstand der Versuchung, seine rechte Seite bei Hougoumont zu verstärken und damit sein Zentrum zu schwächen, wie Napoleon es sich erhofft hatte. Andererseits kann er dafür kritisiert werden, dass er Napoleon vermeidbare Chancen gab, das Blatt zu wenden. Waterloo war selbst für die Verhältnisse des frühen 19. Jahrhunderts eine äußerst blutige Schlacht. Von insgesamt 180.000 Mann wurden etwa 86.000 getötet, verwundet oder gefangen genommen. Die Alliierten, einschließlich der Preußen, verloren 22.000, während auf französischer Seite 25.000 fielen, verwundet oder gefangen genommen wurden.

### Sterbliche Überreste der Gefallenen
Zunächst wurden die Toten der Schlacht in Massengräbern in den für diese Löss-Gegend typischen Hohlwegen begraben. Spätere Versuche, ihre Gebeine zu bergen, blieben ergebnislos. Nur zwei Skelette wurden gefunden. Wo die sterblichen Überreste der mindestens 20.000 gefallenen Soldaten und der Pferde geblieben waren, war lange Zeit unklar. Im Jahr 2022 fanden der belgische Historiker Bernard Wilkin und sein deutscher Kollege Robin Schäfer heraus, dass etwa 20 Jahre nach der Schlacht begonnen worden war, die Gebeine wieder auszugraben, um sie an die boomende Zuckerindustrie Belgiens zu verkaufen. Der britische Schlachtfeldarchäologe Tony Pollard hatte kurz zuvor noch vermutet, dass die Gebeine für die Gewinnung von Dünger aus Knochenmehl entnommen worden seien. Tatsächlich war es aber die Zuckerfabrikation, in der die begehrte granulierte Bein- oder Knochenkohle als Filtermaterial zum Entfärben bzw. „Weißen“ des aus der Zuckerrübe gewonnenen Zuckers benötigt wurde. Das Verfahren zur Gewinnung des Spodiums war bereits 1811 entwickelt worden.

### Gedenkstätten

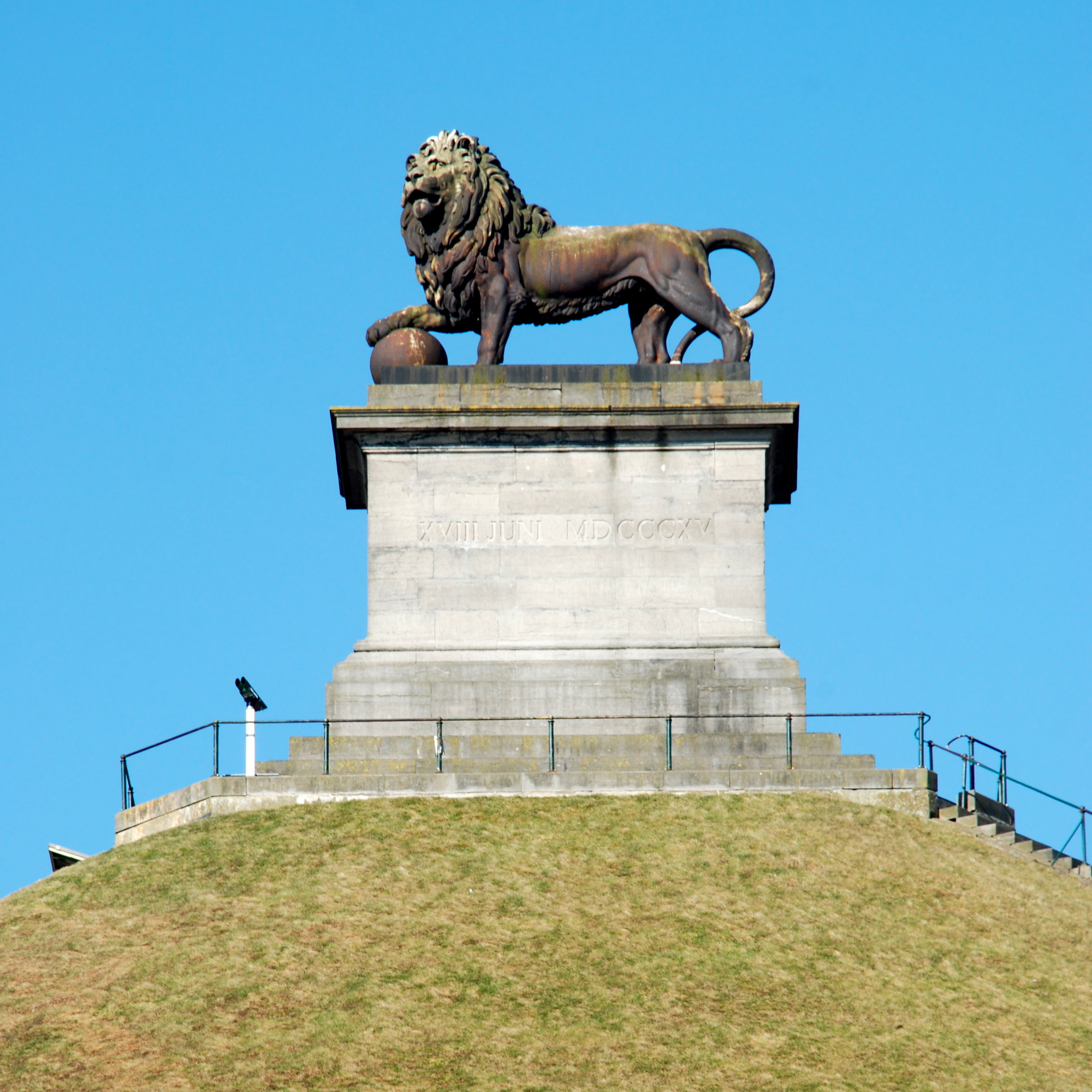
Der Löwe auf dem Hügel

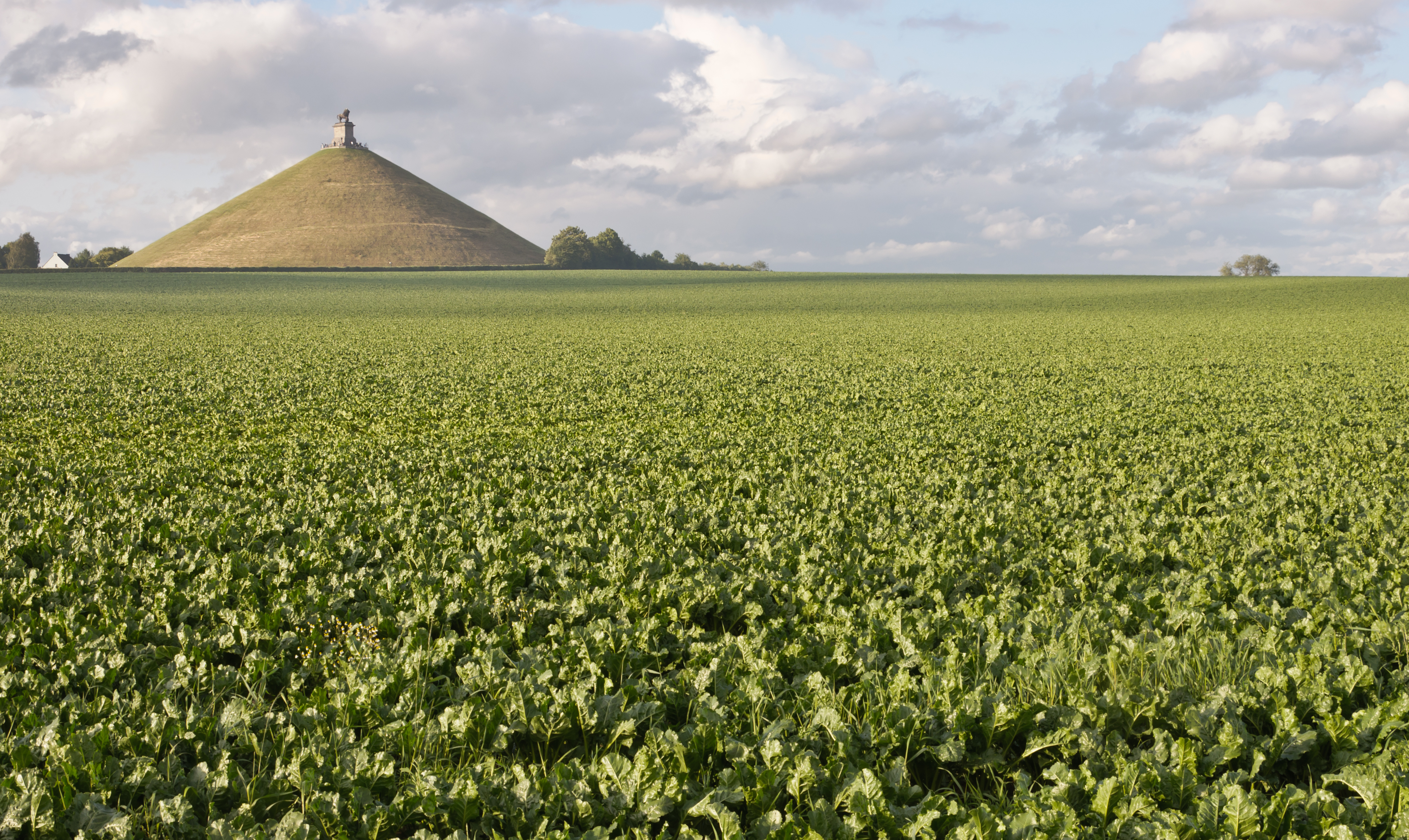
Der Löwenhügel überragt das Schlachtfeld von Waterloo

1826 wurde auf der Gemarkung des Weilers Mont St.-Jean der über 40 m hohe, künstlich aufgeschüttete Löwenhügel (niederländisch Leeuwenheuvel, französisch Butte du Lion) eröffnet. Das Denkmal wurde im Auftrag von König Wilhelm I. der Niederlande errichtet und markiert die vermutliche Stelle, an welcher der Kronprinz der Niederlande während der Schlacht am 18. Juni 1815 verwundet wurde. Es soll an ein Hügelgrab der antiken Belger erinnern und wird von einem kolossalen gusseisernen Löwen auf steinernem Sockel bekrönt. Am Fuße des Hügels befindet sich heute ein Museum.
Bei Plancenoit, südlich von Waterloo, befindet sich in der Nähe der Ortsmitte unweit des Meierhofs Belle-Alliance ein vom König von Preußen in Auftrag gegebenes eisernes Schinkel-Tabernakel von Belle-Alliance. Diese beiden Denkmäler wurden 1832 von den Franzosen bei Gelegenheit ihrer Intervention zu Gunsten Belgiens stark beschädigt. Außerdem stehen in direkter Nähe zu La Haye Sainte zwei Denkmäler; das Denkmal für den in der Schlacht gefallenen britischen Oberstleutnant Alexander Gordon und das 1818 errichtete Denkmal für die Hannoveraner, das den gefallenen Offizieren der Königlich Deutschen Legion (King’s German Legion) gewidmet ist, die den Hof verteidigt hatten. Entlang der Stellungen der Alliierten und Franzosen verteilt befinden sich Gedenktafeln für die verschiedensten Einheiten und Ereignisse, ebenso in und bei Hougoumont. In Hannover entstand der Waterlooplatz mit Waterloosäule.

### Rezeption
Stefan Zweig veröffentlichte in seinen Sternstunden der Menschheit die Novelle Die Weltminute von Waterloo.